# Neobisium osellai
Neobisium osellai är en spindeldjursart som beskrevs av Giuliano Callaini 1983. Neobisium osellai ingår i släktet Neobisium och familjen helplåtklokrypare. Inga underarter finns listade i Catalogue of Life.